# Bagijnhof (Middelburg)
Het Bagijnhof is een van de residentiële campussen van de Nederlandse 'University College Roosevelt', een internationaal 'university college' in de stad Middelburg. In de campus Bagijnhof wonen ongeveer 180 studenten in huizen van 10 en 16 personen. Het Bagijnhof is de oudste residentiële campus van de University College Roosevelt.

## Ontstaan
Het belangrijkste gedeelte van de bebouwing dat nu bekendstaat als het Bagijnhof werd in 1923-1924 gebouwd als woningbouwcomplex in opdracht van de Algemene Woningbouwvereniging (AWV) in Middelburg. Het ontwerp was van architect Jop van Epen, die in 1921-1922 voor de AWV een woningbouwcomplex in de nieuwe wijk Nieuw Middelburg had ontworpen. In zijn ontwerp voor de 76 arbeiderswoningen hield Van Epen rekening met het feit dat het complex op een historische locatie in de oude binnenstad kwam. Hij paste daarom een sterk aangepaste variant van de Amsterdamse School-stijl toe, waarbij het hoge, gesloten bouwvolume met doorlopende houten puien op de begane grond verwezen naar de middeleeuwse woningbouw. De naam Bagijnhof verwijst naar het Middelburgse begijnhof, dat oorspronkelijk op deze plaats was gevestigd, en onderdak bood aan begijnen, vrouwen die leefden als alleenstaanden en deel uitmaakten van een soort vrije lekengemeenschap binnen de Rooms-Katholieke Kerk.

## Campus
In 2004 maakte de gemeente Middelburg samen met woningcorporatie Woongoed Middelburg van het Bagijnhof een studentencampus. Omdat hiermee een van de laatste complexen van sociale woningbouw uit het centrum van de stad verdween, stuitte dit op verzet van de toenmalige bewoners en omwonenden.